# Hermann von Aldendorp
Hermann von Aldendorp (auch Oldendorpe) (* im 14. Jahrhundert; † im 14. Jahrhundert) war von 1343 bis 1386 Domherr in Münster.

## Leben
Hermann von Aldendorp entstammte dem Essener Ministerialengeschlecht Altendorf (Aldendorp) zu Burg Altendorf im Essener Stadtteil Burgaltendorf. Er war der Sohn des Ritters Hermann von Aldendorp. Angaben über seine Mutter sind nicht überliefert. Sein Onkel Rotger von Aldendorp war von 1315 bis 1353 münsterischer Domherr.

### Wirken
Hermann ist seit 1343 als münsterischer Domherr nachweisbar und besiegelte am 5. März 1345 das Kapitelstatut an letzter Stelle. Er hatte ein Studium in Bologna absolviert. Am 23. August 1369 bekundete er zusammen mit den Domherren Otto Korff und Konstantin von Lieskirchen sowie einigen münsterischen Bürgern, dem Stift St. Mauritz in Münster insgesamt 150 Mark zu schulden. Grund hierfür war die permanente Finanznot des Bischofs Florenz, der sich das Kapital geliehen hatte.
Ansonsten gibt die Quellenlage wenig Aufschluss über sein Wirken als Domherr.